# 吉本鎮區 (內布拉斯加州水牛縣)
吉本鎮區（英語：Gibbon Township）是位於美國內布拉斯加州水牛縣的一個行政鎮區。

## 地方資料
吉本鎮區的面積為103.25平方千米，當中陸地面積為103.10平方千米，而水域面積為0.15平方千米。根據2020年美國人口普查的數據，當地共有人口2260人，而人口密度為每平方千米21.89人。